# Лучко
Лучко је насеље у саставу Града Загреба, у градској четврти Нови Загреб — запад. До територијалне реорганизације у Хрватској налазило се у саставу ужег подручја Града Загреба.

## Географски положај
Налази се 8 километара југозападно од центра Загреба уз ауто-пут Загреб—Карловац, Загребачку обилазницу и стари пут према Карловцу.

## Историја
Лучко датира још из 18. века, док је река Сава била пловна и док су по њој пловили бродови из Словеније према истоку. Сава је, пре регулације била низијска река, ниских обала с много завоја и мрежом рукаваца и острваца. Лучко је било насеље у којем је била лука, односно скела за прелаз преко Саве још у 18. веку. Лучко је и добило име по тој најзначајнијој луци у овом делу земље у то време. Име се задржало и данас иако луке одавно нема.
У близини центра насеља налази се спортски аеродром Лучко, који је од 1. априла 1947. године па до отварања Међународног аеродрома Загреб 1962. служио као загребачки аеродром.
У Лучком је развијена грађевниска, прехрамбена и трговачка индустрија.

## Становништво
Према попису становништва из 2001. године у насељу Лучкој живео је 2.841 становника. који су живели у 748 породичних домаћинстава По попису из 2011. године у насељу Лучко живи 3.010 становника.
Кретање броја становника по пописима 1857—2001.
| година пописа  | 1857. | 1869. | 1880. | 1890. | 1900. | 1910. | 1921. | 1931. | 1948. | 1953. | 1961. | 1971. | 1981. | 1991. | 2001. |
| бр. становника | 121   | 135   | 129   | 154   | 215   | 310   | 328   | 379   | 702   | 816   | 964   | 1320  | 1563  | 2013  | 2841  |

Напомена: У 1991. смањено издвајањем дела подручја насеља који је припојен насељу Загреб, за које садржи део података од 1857. до 1971.

## Попис1991.
На попису становништва 1991. године, насељено место Лучко је имало 2.013 становника, следећег националног састава:
| Попис 1991.‍   | Попис 1991.‍  | Попис 1991.‍ | Попис 1991.‍ | Попис 1991.‍ |
| ------------- | ------------ | ----------- | ----------- | ----------- |
|               |              |             |             |             |
| Хрвати        | Хрвати       |             | 1.872       | 92,99%      |
| Срби          | Срби         |             | 51          | 2,53%       |
| Југословени   | Југословени  |             | 25          | 1,24%       |
| Муслимани     | Муслимани    |             | 6           | 0,29%       |
| Албанци       | Албанци      |             | 3           | 0,14%       |
| Мађари        | Мађари       |             | 2           | 0,09%       |
| Македонци     | Македонци    |             | 2           | 0,09%       |
| Немци         | Немци        |             | 2           | 0,09%       |
| Словенци      | Словенци     |             | 2           | 0,09%       |
| Бугари        | Бугари       |             | 1           | 0,04%       |
| Пољаци        | Пољаци       |             | 1           | 0,04%       |
| Украјинци     | Украјинци    |             | 1           | 0,04%       |
| остали        | остали       |             | 1           | 0,04%       |
| неопредељени  | неопредељени |             | 11          | 0,54%       |
| регион. опр.  | регион. опр. |             | 1           | 0,04%       |
| непознато     | непознато    |             | 32          | 1,58%       |
| укупно: 2.013 |              |             |             |             |

## Спорт
У насељу постоји фудбалски клуб Лучко, који се од сезоне 2011/12. такмичи у Првој лиги Хрватске.